# グレイトバトル フルブラスト
『グレイトバトル フルブラスト』は、バンダイナムコゲームス・バンプレストレーベルより2012年3月1日に発売されたPlayStation Portable用ゲームソフト。

## 概要
SDにディフォルメされたロボットアニメや特撮作品のキャラクターが戦うクロスオーバー作品「コンパチヒーローシリーズ」の1つで、前作『チャリンコヒーロー』から約8年半ぶりのシリーズ新作となる。
以前の作品では2頭身が主だったが、本作ではデフォルメながらよりすっきりした体形でデザインされている。
限定版の『ツインバトルBOX』には「バトルドッジボール」シリーズ第3弾『バトルドッジボール3』と本作と本作に登場する作品の主題歌が収録された『グレイトバトル フルブラスト 主題歌コンピレーションアルバム』が同梱される。

## ストーリー
相次ぐ戦争により、滅びた惑星アイリス。その惑星から謎の声に導かれ、ウルトラプラネット、ライダープラネット、ガンダムプラネットの三つの惑星がアイリスの周辺に集まってしまった。それによって引き起こされた星々の混乱に乗じ、怪獣軍団、大ショッカー、ジオン・ザフト連合が、己が野望を達成せんと本格的な世界侵攻を開始する。この事態を打開するため、ウルトラプラネットの防衛チームGUYSのゾフィーはレジェンドの名を冠する各世界の守護者らと接触し、彼らの後継者である新世代ヒーローを集結させて特務部隊ヒーロー連合を結成する。悪の組織を倒しアイリスから惑星を引き離すために其々の惑星をめぐるも、アイリスで起きた惑星を破滅させてしまう程の戦争で取り残された残留思念が宿る紫水晶の存在により、さらに戦いは泥沼へと沈んでゆく。

## ゲームシステム
基本的には、横スクロールのアクションゲームである。
敵味方それぞれ、「ガンダム」「ウルトラマン」「仮面ライダー」のグループに分かれており、誰を相手にするかによってダメージが増減する三すくみの相性が存在する。
プレイヤーは一部を除いていつでも交代できるようになっており、操作キャラクターで攻撃中に交代することで攻撃判定を持ちながら登場し、コンボをつなぐことができる。
ステージは1つに付き3つほどのエリアに分割されており、一部のエリアでは特定のキャラクターを選択し、交代せずに戦う個別ミッションが存在する。

### カスタムサウンドトラック
カスタムサウンドトラックを実装したシステム。メモリースティックにサウンドトラックフォルダを作成、キャラクターBGM・ステージBGM・ボス戦BGMの音楽を差し替えることが可能。

## 登場キャラクター

### プレイアブルキャラクター
第1作同様、プレイアブルキャラクターは6人存在するが、ゲーム開始時に使用できるのは3人で、残りの3人はシナリオを進めていくことで使用可能になる。

#### ガンダムシリーズ
遠距離攻撃がメインで、空中でブースト移動が可能。ジャストガードに成功すると敵の攻撃を跳ね返す。怪獣系の敵と相性が良く、怪人系の敵と相性が悪い。
『機動戦士ガンダムSEED』
フリーダムガンダム
必殺技：ハイマットフルバースト
ガンダムプラネットに住むヒーロー。作中では一貫して「フリーダム」と呼ばれる。他のキャラクターに比べると接近戦に弱い。だが豊富な射撃武器を持ち、広範囲で複数の敵に大ダメージを与えることが出来る「ハイマット・フルバースト」が使用可能。
『機動戦士ガンダム』
ガンダム
必殺技：フルウェポンコンビネーション
レジェンドヒーロー三人集の一角。ガンダムハンマーやビームサーベルでの攻撃など、接近戦も得意。

#### 仮面ライダーシリーズ
近接攻撃がメインでコンボを繋ぎ易い。ジャストガードに成功するとカウンター攻撃が発動する。モビルスーツ系の敵と相性が良く、怪獣系の敵と相性が悪い。
『仮面ライダーディケイド』
仮面ライダーディケイド
必殺技：ディケイドアサルト
本作に最初に登場するプレイアブルキャラクター。世界を渡る能力を持つ。
『仮面ライダー』
仮面ライダー1号
必殺技：電光ライダーキック
レジェンドヒーロー三人集の一角。巧みなバイク捌きで敵を翻弄する。

#### ウルトラシリーズ
遠距離・近接共にバランスが良く、空中でのホバリングも可能。ジャストガードに成功すると体力を回復する。怪人系の敵と相性が良く、モビルスーツ系の敵と相性が悪い。
『ウルトラマンメビウス』
ウルトラマンメビウス
必殺技：ブレードオーバーロード
ウルトラプラネットのルーキー。真面目で先輩思いな好漢。抱きついて敵を爆破する技を持つ。
『ウルトラマン』
ウルトラマン
必殺技：スペシウム光線
レジェンドヒーロー三人集の一角。投げ技を得意とし、重量級の敵をも軽々と放り投げてしまう。

### アシストキャラクター
ステージ中で呼び出すことで様々なサポートを行なってくれる。最大4人までセット可能でステージを進めるごとに増えていく。備考に◎があるキャラクターは、本作で仮面ライダーディケイドが変身できるライダー。
| キャラクター名         | 出典                                        | 備考  |
| ---------------------- | ------------------------------------------- | ----- |
| ガンキャノン           | 『機動戦士ガンダム』                        |       |
| ガンタンク             | 『機動戦士ガンダム』                        |       |
| Ζガンダム              | 『機動戦士Ζガンダム』                       |       |
| ΖΖガンダム             | 『機動戦士ガンダムΖΖ』                      |       |
| νガンダム              | 『機動戦士ガンダム 逆襲のシャア』           |       |
| ガンダムF91            | 『機動戦士ガンダムF91』                     |       |
| V2ガンダム             | 『機動戦士Vガンダム』                       |       |
| ゴッドガンダム         | 『機動武闘伝Gガンダム』                     |       |
| ウイングガンダムゼロ   | 『新機動戦記ガンダムW』                     |       |
| ガンダムダブルエックス | 『機動新世紀ガンダムX』                     |       |
| ジャスティスガンダム   | 『機動戦士ガンダムSEED』                    |       |
| デスティニーガンダム   | 『機動戦士ガンダムSEED DESTINY』            |       |
| 仮面ライダー2号        | 『仮面ライダー』                            |       |
| 仮面ライダーアマゾン   | 『仮面ライダーアマゾン』                    |       |
| 仮面ライダーBLACK RX   | 『仮面ライダーBLACK RX』                    |       |
| 仮面ライダークウガ     | 『仮面ライダークウガ』                      | ◎     |
| 仮面ライダー龍騎       | 『仮面ライダー龍騎』                        |       |
| 仮面ライダーファイズ   | 『仮面ライダー555』                         | ◎     |
| 仮面ライダーブレイド   | 『仮面ライダー剣』                          | ◎     |
| 仮面ライダーカブト     | 『仮面ライダーカブト』                      |       |
| 仮面ライダー電王       | 『仮面ライダー電王』                        | ◎     |
| 仮面ライダーキバ       | 『仮面ライダーキバ』                        | ◎     |
| 仮面ライダーW          | 『仮面ライダーW』                           |       |
| 仮面ライダーオーズ     | 『仮面ライダーオーズ/OOO』                  |       |
| ゾフィー               | 『ウルトラマン』                            | [ 2 ] |
| ウルトラセブン         | 『ウルトラセブン』                          | [ 3 ] |
| ウルトラマンジャック   | 『帰ってきたウルトラマン』                  | [ 3 ] |
| ウルトラマンエース     | 『ウルトラマンA』                           |       |
| ウルトラマンタロウ     | 『ウルトラマンタロウ』                      |       |
| ウルトラの母           | 『ウルトラマンタロウ』                      |       |
| ウルトラマンティガ     | 『ウルトラマンティガ』                      |       |
| ウルトラマンダイナ     | 『ウルトラマンダイナ』                      |       |
| ウルトラマンガイア     | 『ウルトラマンガイア』                      |       |
| ウルトラマンコスモス   | 『ウルトラマンコスモス』                    |       |
| ウルトラマンヒカリ     | 『ウルトラマンメビウス』                    |       |
| ウルトラマンゼロ       | 『大怪獣バトル ウルトラ銀河伝説 THE MOVIE』 |       |

### 敵キャラクター

#### ガンダムシリーズ（ジオン・ザフト連合）
下記の他、ザクII（F型・指揮官用S型および陸戦用J型）、量産型キュベレイ、バクゥ、サイコガンダムが登場する。
ジオング
ジオン・ザフト連合軍の総帥。性格は機動戦士ガンダムのジオン軍総帥ギレン・ザビをモチーフにしている。優性学説を唱え、従わない種族を弾圧する。
第4章ガンダムルート『終末の光』では、巨大レーザー兵器『ジェネシス』を投入してくる。
ディン（ラウ・ル・クルーゼ専用機）→ プロヴィデンスガンダム
フリーダムの宿敵であるジオン・ザフト連合軍幹部。他にも第2章からはディン(一般機)が雑魚敵として登場する。
ジオング亡き後の軍を率い、紫水晶の力でプロヴィデンスガンダムに強化される。
デュエルガンダム アサルトシュラウド
ジオン・ザフト連合軍幹部。第2章ガンダムルート『偽りの平和』では中ボスとしてフリーダムの前に立ちふさがる。
ビグ・ザム
ジオン・ザフト連合軍幹部。ガンダムの何倍もの巨躯を誇る。第4章ガンダムルート『終末の光』ではメガ粒子砲でガンダムを攻撃する。

#### 仮面ライダーシリーズ（大ショッカー）
シャドームーン
大ショッカーの最高幹部。性格は劇場版仮面ライダーディケイドに登場した月影ノブヒコをモチーフにしている。
アポロガイスト → スーパーアポロガイスト
ディケイドの宿敵にして大ショッカーの大幹部。性格は仮面ライダーディケイドのガイをモチーフにしている。
戦死したシャドームーンに代わって組織のトップに付き、紫水晶によってファンガイア化する。
ショッカーライダー
第4章ライダールート『対決！大ショッカー』に登場し、1号とバイクチェイスを行う。
ほかにも、雑魚敵として戦闘員（骨、赤）、ライオトルーパー、クモ怪人、ワーム、モールイマジンが登場する。
仮面ライダーディエンド
本作のトリックスターとして登場。ある時はヒーロー連合に協力し、ある時はヒーロー連合と敵対するが、最終章では彼の行いにより驚くべき事態が訪れる。
第2章ライダールート『大ショッカー襲来!』ではコロシアムでディケイドに宣戦布告。RXとキバを召喚し、襲いかかる。

#### ウルトラシリーズ（怪獣軍団）
下記の他、バルタン星人（初代および二代目）、バキシム、ベムスター、ボガール、インペライザー、ブルトンが登場する。
エンペラ星人
怪獣軍団を束ねる宇宙の皇帝。戦闘時には一切の移動をせず、その場から炎を噴き出したり、ビームを放ったりしてくる。
巨大ヤプール → Ｕキラーザウルス・ネオ
メビウスの宿敵でエンペラ星人の部下として登場し、タイラントやメビウスキラーといった凶悪怪獣を解き放つ。
エンペラ星人消滅後に台頭し、紫水晶の力を吸収してＵキラーザウルス・ネオに変貌する。
ゼットン
エンペラ星人の部下怪獣。第4章ウルトラルート『絶望の暗雲』でウルトラマンと対決する。

## 主題歌
オープニング「WIN THE BATTLE」
作詞:中野愛子/作曲：永野椎菜（TWO-MIX）/歌:松本梨香×松原剛志×川添智久
エンディング「Keep the Faith」
作詞：米倉千尋/作曲･編曲：河野陽吾/歌：石原慎一